# Ritzrahmen

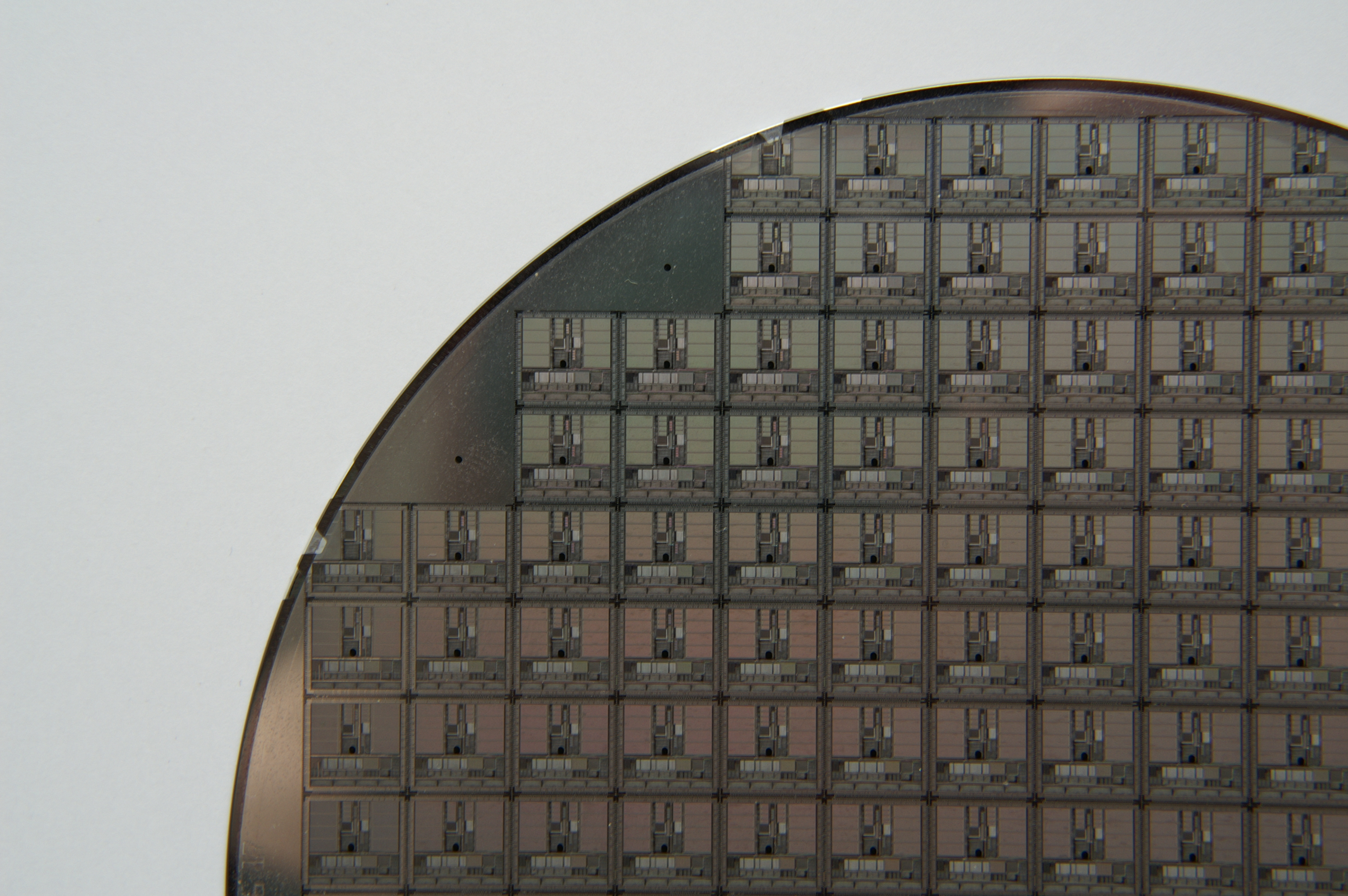
Chips auf einem Wafer vor der Zerteilung. Zwischen den einzelnen Chips ist der Ritzrahmen zu sehen, der wie eine über den Wafer gelegte Gitterstruktur wirkt.

Als Ritzrahmen oder auch Ritzgraben (englisch scribe line) wird in der Halbleitertechnik der Bereich zwischen den nutzbaren Dies auf einem Wafer bezeichnet. Er dient beim Zerteilen der Wafer in die einzelnen Chips als Verlustbereich beim Sägen bzw. Ritzen (engl. scribe).
Während der Herstellung bleibt dieser Bereich jedoch nicht ungenutzt. Er wird für die Unterbringung von Teststrukturen verwendet, beispielsweise für die Messung des Kontaktwiderstands, des Overlay-Versatzes, der kritische Dimension (CD), der Schichtdicke, von Tiefenprofilen usw. Diese Teststrukturen werden in der Regel nur während der Herstellung benötigt. Die Platzierung im Ritzrahmen spart damit vor allem kostbare Chipfläche. Für einige moderne Fertigungsverfahren in der Halbleitertechnik sind die Informationen aus dem Ritzgraben jedoch nicht mehr ausreichend, beispielsweise Overlay- und CD-Messungen für den Anlagenabgleich. Sie benötigen auch Informationen aus dem Bereich des eigentlichen Chips, dem sogenannten In-Die-Bereich. Daher sind im Ritzgraben die Mehrzahl aber längst nicht alle Teststrukturen untergebracht.